# Ахунлаг
Ахунський ВТТ (рос. АХУНСКИЙ ИТЛ, Ахунлаг, Охунлаг) — підрозділ, що діяв у структурі Головного управління виправно-трудових таборів Народного комісаріату внутрішніх справ СРСР (ГУЛАГ НКВС).
Організований 13.12.1934 року в містечку Ахун (нині Краснодарський край), закритий в 1935 році.

## Історія
Наказом ГУЛАГу № 10 для будівництва дороги (шосе Мацеста-Ахун) на вершину гори Ахун (розташованої в межиріччі річок Мацеста і Хоста) був організований Ахунлаг, управляти яким призначений був Володимир Зосимович Матвєєв. У різний час у таборі значилося від 2 до 3 тисяч ув'язнених, «штатна» чисельність при відкритті 6000. Навесні 1935 будівництво дороги було завершено, як тоді рапортували: «в ударному темпі і у встановлений термін». Після цього Ахунський виправно-трудовий табір був закритий.